# بی‌رحم نباش (ترانه)
«بی‌رحم نباش» (به انگلیسی: Dont be Cruel) ترانه ایست در سبک راک اند رول. خواننده الویس پریسلی و آهنگساز و ترانه‌سرای آن اوتیس بلکوود می‌باشد. این ترانه در تاریخ ۲ ژوئیه ۱۹۵۶ در استودیوی آر سی ای در نیویورک ضبط گردید. در قسمت دوم آن نیز ترانه Houd Dog قرار داشت.
«بی رحم نباش» در سال ۲۰۰۲ به تالار مشاهیر گرمی راه یافت . این آهنگ همچنین در سال ۲۰۰۴ رتبه ۱۹۷ از ۵۰۰ ترانه برتر تمام اعصار را در مجله رولینگ استون بدست آورد. «بی رحم نباش» بعدها در این جدول به مقام بالاتری صعود کرد ودرحال حاضر دارای رتبه ۱۷۳ در لیست ۵۰۰ ترانه محبوب همه اعصار و رتبه ششم از بهترین آهنگهای سال ۱۹۵۶ را در وبسایت موسیقی‌های تحسین‌برانگیز (Acclaimed Music) دارا می‌باشد.